# Шубарт, Вальтер
Вальтер Шубарт (родился 5 августа 1897, Зоннеберг, Тюрингия, Германия — 15 сентября 1942, Казахстан) — немецкий философ-русофил, доктор юридических наук, доктор философии, автор нескольких книг.

## Биография
В 1917 году призван в армию; с войны вернулся в офицерском чине, имея боевые награды.
В 1929 году Шубарт женился на русской эмигрантке Вере Марковне Энглерт (ур. Берма). В 1931 г. у Шубартов рождается сын Александр.
В 1933 году покидает Германию; переезжает вместе с семьей в Вентспилс, Латвия, к родственникам жены.
В 1934 году рождается дочь Нора.
В 1935 году Шубарт переезжает в Ригу, начинает изучать философию и получает еще одну докторскую степень, там же начинает преподавать философию в государственном университете и институте им. Гердера.
В 1938 году выходит его первая большая книга — «Европа и Душа Востока», в швейцарском издательстве «Вита Нова» («Vita Nova», Люцерн).
В 1941 году  после прихода советских войск он был вместе с женой арестован. Умер в Казахстане в лагере для военнопленных.
Образование — юрист, философ.
Преподавал в Мюнхенской академии художеств, работал адвокатом в городском суде Йены.
Его книги и статьи издавались и переиздавались в Европейских странах (Швейцарии, Венгрия, Англии, Франции), а также США. 
Вывод Шубарта, что западничество и либерализм – главные враги русской цивилизации, и в этом он согласен с такими выдающимися русскими представителями как Ф. М. Достоевский, К. Н. Леонтьев, И. С. Аксаков, А. С. Хомяков, И. А. Ильин.
Наиболее известная книга «Европа и Душа Востока» впервые напечатана в 1938 году в Швейцарии, а в 1944 году была выпущена в сокращённом переводе В. Д. Поремского на русском языке для узников концлагерей.
В 1997 году, к 100-летию со дня рождения Вальтера Шубарта, издательство «Русская идея» опубликовала полный русский перевод с комментариями и послесловием М. В. Назарова, а также в книгу вошла первая публикация работы И. А. Ильина (ответ на книгу Шубарта) «О национальном призвании России», включая беседу с В. Д. Поремским о первом переводе книг.

## Избранные труды
- Идеал разрушения мiра (1919—1920)
- Европа и душа Востока (1938)
- Достоевский и Ницше (1939)
- Духовный поворот от механики к метафизике (1940)
- Религия и эрос (1941)